# Osj (provins)
Osj (kirgiziska: Ош областы) är en provins (oblast) i Kirgizistan, med staden Osh som administrativt centrum. Provinsen är Kirgizistans fjärde största provins med en yta på 29 200 km². Provinsen är den som har högst befolkning med ungefär 1,3 miljoner människor.
Provinsen gränsar till provinserna Dzjalal-Abad, Naryn och Batken samt Kina, Tadzjikistan och Uzbekistan.

## Administrativ indelning
Osj är indelat i sju distrikt.
| Distrikt   | Huvudort      |
| ---------- | ------------- |
| Alai       | Gültjö        |
| Aravan     | Aravan        |
| Kara-Kulja | Kara-Kulja    |
| Kara-Suu   | Kara-Suu      |
| Nookat     | Nookat        |
| Tjong-Alai | Daroot-Korgon |
| Özgön      | Özgön         |

Staden Osj ingår inte i något distrikt utan administreras direkt under provinsen.